# Chamaeleo caroliquarti
Chamaeleo caroliquarti — вимерлий вид хамелеонів із нижньоміоценових шарів Чехії. C. caroliquarti є найдавнішим відомим представником Chamaeleo, і, якщо Anqingosaurus середнього палеоцену не є хамелеоном, найдавнішим відомим хамелеоном.